# Nathan Crook Twining
Pour les articles homonymes, voir Twining.
Nathan Crook Twining (17 janvier 1869 - 4 juillet 1924) était un contre-amiral (Rear admiral) de la marine américaine (US Navy).

## Biographie
Twining est né à Boscobel, dans le Wisconsin, le 17 janvier 1869, fils de Nathan Crook Twining Sr. (1834-1924) et de sa seconde épouse, Mary Jane Rennie. Il est élevé en partie par la troisième femme de son père, Margaret E. "Maggie" Rockwell (1849-1919) de Batavia, dans le comté de Kane, en Illinois.
Il est nommé cadet de la marine en 1885 et diplômé de l'Académie navale des États-Unis le 7 juin 1889. Pendant la guerre hispano-américaine, il sert à bord du pré-dreadnought USS Iowa (BB-4) dans les eaux cubaines, puis est commandant en second du pré-dreadnought USS Kearsarge (BB-5) lorsque ce navire fait le tour du monde avec la Grande flotte blanche (Great White Fleet).
La capacité des avions à bombarder les navires de guerre devenant de plus en plus probable, Twining a mis au point en 1911 le premier canon antiaérien de la marine américaine. Le prototype était un canon de 1 livre (37 mm). Il n'a pas été mis en production, mais a servi de base conceptuelle au canon antiaérien de 3 pouces (76 mm) monté sur la plupart des navires de guerre américains pendant la Première Guerre mondiale.
En 1911, il succède à son père en tant que membre héréditaire de la" Delaware Society of the Cincinnati".
Il commande le croiseur protégé USS Tacoma (C-18) lors du bombardement de Veracruz, au Mexique, en 1914.
Pendant la Première Guerre mondiale, il est chef d'état-major de l'amiral William Sims, commandant des forces navales dans les eaux européennes. Il a également été membre du Conseil de guerre allié.
Le contre-amiral Twining prend sa retraite en 1923 en raison de problèmes de santé et meurt le 4 juillet 1924 à Nantucket, dans le Massachusetts.

## La famille
Twining est l'oncle du général Nathan F. Twining de l'armée de l'air des États-Unis (United States Air Force) et du général Merrill B. Twining du corps des Marines des États-Unis (United States Marine Corps). Le contre-amiral Twining est marié à Caroline Twining. Caroline est décédée le 14 octobre 1943 et est enterrée à côté de son mari au cimetière national d'Arlington (Arlington National Cemetery).

## Hommage
La marine américaine (US Navy) a nommé en son honneur un destroyer de la classe Fletcher: USS Twining (DD-540).

## Source
- (en) Cet article est partiellement ou en totalité issu de l’article de Wikipédia en anglais intitulé « Nathan Crook Twining » (voir la liste des auteurs).